# Perotá Chingó
Perotá Chingó es una banda independiente de Buenos Aires, Argentina, formada originalmente por Dolores "Lola" Aguirre y Julia Ortiz en el año 2011. El proyecto nace luego de convertirse en un fenómeno viral en Youtube con el tema «Ríe chinito».

## Discografía
- Un viajecito (2012)
- Perotá Chingó (2014)
- Aguas (2017)
- Muta (2019)
- Raices (simple 2021)
- TÁ (2024)